# Glenea venusta
Glenea venusta é uma espécie de escaravelho da família Cerambycidae. Foi descrita por Félix Édouard Guérin-Méneville em 1831.

## Subespécies
- Glenea venusta malaitai Breuning, 1978
- Glenea venusta venusta (Guérin-Méneville, 1831)